# Ujung Kulon nationalpark
Ujung Kulon nationalpark är belägen vid Sundasundet på sydvästra Java, Indonesien. I nationalparken, som är 1,206 kvadratkilometer stor, ingår halvön Ujung Kulon, öarna Pulau Handeuleum, Pulau Peucang och Pulau Panaitan och de fyra öar som ingår i Krakataus naturreservat. Nationalparkens östra gräns följer Gunung Honje-massivet. Förutom att platsen är geologiskt intressant finns här Javas största låglänta regnskog och flera hotade arter av både växter och djur.
Klimatet är tropiskt med temperaturer mellan 25 °C och 30 °C, hög luftfuktighet och en årsnederbörd på mer än 3 000 mm.

## Fauna
Ujung Kulon är det enda kvarvarande platsen där javanoshörning (Rhinoceros sondaicus) lever fritt. Arten är utrotningshotad. Den javanesiska tigern (Panthera tigris sondaica) fanns här, men utrotades under 1960-talet.
Exempel på andra djurarter i nationalparken:
- leopard - Panthera pardus
- asiatisk vildhund - Cuon alpinus
- leopardkatt - Felis bengalensis
- javanesisk mungo - Herpestes javanicus
- silvergibbon - Hylobates moloch (endemisk)
- långsvansad makak - Macaca fascicularis

## Naturreservat, nationalpark och världsarv
Krakatau blev naturreservat 1921, Pulau Panaitan och Pulau Peucang 1937, Ujung Kulon 1958 och Gunung Honje 1967. 1980 blev dessa naturreservat en nationalpark och 1991 upptogs nationalparken på Unescos världsarvslista.